# Damian Duda
Damian Sylwester Duda, ps. Lektor (ur. 1988) – porucznik rezerwy, działacz proobronny, polski nauczyciel akademicki, medyk pola walki, były szef Wydziału Polityki Informacyjnej Rządowego Centrum Bezpieczeństwa.

## Młodość oraz czasy studenckie
Młodość spędził w gminie Małogoszcz, gdzie był zaangażowany w działalność Ochotniczej Straży Pożarnej oraz w ruch skautowy w ramach Stowarzyszenie Harcerstwa Katolickiego „Zawisza” Federacja Skautingu Europejskiego. Absolwent V Liceum Ogólnokształcącego im. ks. Piotra Ściegiennego w Kielcach. Z wykształcenia jest historykiem, studia ukończył na Katolickim Uniwersytecie Lubelskim. Od 2007 roku jest jednym z liderów ruchu proobronnego w Polsce w ramach Legii Akademickiej (Najpierw jako przewodniczący Stowarzyszenia Legia Akademicka KUL im. ppor. Jana Bołbotta w Lublinie, od 2013 pełni funkcję prezesa Stowarzyszenia Legia Akademicka im. gen. bryg. Karola Ziemskiego ps. „Wachnowski”). 

## Zaangażowanie wojskowe i medyczne
Od 2014 roku zaangażowany wolontaryjnie jako medyk pola walki oraz instruktor ratownictwa taktycznego po stronie ukraińskiej podczas wojny rosyjsko-ukraińskiej. Początkiem tych działań była jego wyprawa w maju 2014 do Mariupola w celu pomocy lokalnej Polonii, gdzie nawiązał kontakt z ruchem Azowskim.
W ramach kolejnej wyprawy w 2015 roku, razem z grupą polskich ratowników, przeprowadził szkolenie z ratownictwa pola walki w Krzywym Rogu przez Batalion Krywbas i Prawy Sektor. Zdobyte doświadczenie pierwszy raz wykorzystał w Donbasie, gdzie współpracował z Batalionem Medycznym „Szpitalników”. W następnych latach szkolił z zakresu ratownictwa pola walki i zabezpieczał jednostki ukraińskiej milicji, Gwardii Narodowej oraz armii, w tym bataliony ochotnicze (m.in. Azov i Ajdar).
Współpracował w tym zakresie również z bojownikami kurdyjskimi w syryjskiej Rożawie i Iraku podczas ich walki z ISIS.
W 2017 roku dołączył do polskich Wojsk Obrony Terrytorialnej, służył w ramach 21. batalionu lekkiej piechoty 2. Lubelskiej Brygady WOT, batalionu dowodzenia WOT oraz 18. Stołecznej Brygady WOT. Absolwent pierwszej edycji kursu oficerskiego AGRYKOLA  dla żołnierzy obrony terytorialnej
Jako ochotnik brał udział w akcji ratowniczej podczas burzy na Giewoncie w 2019 roku, za co został nagrodzony Brązowym Krzyżem Zasługi przez prezydenta Andrzeja Dudę.
Po wybuchu pełnoskalowej wojny 24 lutego 2022 roku, Duda dotarł z pomocą humanitarną do oblężonego Kijowa wspierając obrońców miasta. Następnie działał w okolicach Mikołajowa, zabezpieczając działania 206 batalionu Terytorialnej Obrony, pełniąc funkcję bojowego medyka w składzie grup szturmowych, rozpoznania oraz wsparcia ogniowego. W styczniu 2023 roku razem z żołnierzami 46. Brygady Powietrznodesantowej stanowi obronę miasta Sołedar, wywożąc z rannych ukraińskich żołnierzy aż do jego upadku. Następnie Duda razem ze swoimi ludźmi od marca do kwietnia działa w Bachmucie, w składzie 8. Pułku Sił Specjalnych Operacji oraz 3. Brygady Szturmowej, podejmując działania ratowania życia i ewakuacji rannych cywili oraz żołnierzy Ukraińskich. Kiedy pod koniec czerwca wojska ukraińskie rozpoczęły kontrofensywę na Zaporożu, razem z 78. Pułkiem Szturmowy „Herc” bierze udział w działaniach na odcinku Orechowskim pracując w składzie sekcji ewakuacji. Pod koniec lipca ponownie działa w składzie jednostek Sił Specjalnych Operacji, biorąc udział w działaniach szturmowych pod Berchiwką. Począwszy od listopada 2023 r. przez rok razem ze swoim zespołem zabezpieczał ewakuację rannych żołnierzy z Serebriańskiego Lasu na kierunku Kreminna, współdziałając z 12. Brygadą Specjalną „Azow”, brygadą „Burewij” oraz 119 Brygadą Terytorialnej Obrony.
Obecnie pełni funkcję prezesa w ramach powołanej przez niego fundacji „W międzyczasie”, złożonej z grupy polskich medyków zaangażowanych w pomoc stronie ukraińskiej.
23 września 2023 r. odznaczony ukraińskim orderem za zasługi trzeciej klasy za „wkład we wspieranie suwerenności państwowej i integralności terytorialnej Ukrainy oraz wzmocnienie polsko-ukraińskiej współpracy”.

## Życie zawodowe
Z wykształcenia jest historykiem, studia ukończył na Katolickim Uniwersytecie Lubelskim. 
Do 2023 roku był szefem Wydziału Polityki Informacyjnej Rządowego Centrum Bezpieczeństwa oraz rzecznikiem tej instytucji.
Uczył klasy wojskowe XIV LO w Lublinie. Obecnie pracuje na Wydziale Politologii i Dziennikarstwa UMCS w Lublinie.

## Odznaczenia i wyróżnienia
- Krzyż Zasługi za Dzielność (2025)[18][19]
- Brązowy Krzyż Zasługi (14 grudnia 2020)[12]
- Srebrny Medal „Za zasługi dla obronności kraju”
- Brązowy Medal „Za zasługi dla obronności kraju”
- Odznaka Skoczka Spadochronowego Wojsk Powietrznodesantowych
- Medal „Pro Bono Poloniae”
- Medal „Pro Patria”
- Medal Milito pro Christo (16 kwietnia 2014)[20]
- Medal Błogosławionego ks. Jerzego Popiełuszki
- Medal Komisji Edukacji Narodowej
- Odznaka honorowa „Za zasługi dla ochrony zdrowia”
- Order „Za zasługi” III klasy (Ukraina, 2023)[16][17][9]
- Odznaka Rady Bezpieczeństwa Narodowego i Obrony Ukrainy IIІ stopnia (Ukraina, 31 października 2022)[11]
- Odznaka Honorowa Głównodowodzącego Siłami Zbrojnymi Ukrainy – "Za Wspieranie Wojska" (Nr 295; Ukraina, 3 lutego 2024)[21]
- Nagroda MSZ "Pro Dignitate Humana" (wręczenie 20 stycznia 2025)[22]
- Nagroda fundacji Stand With Ukraine (24 sierpnia 2023)[23]
- Nagroda im. Jana Rodowicza „Anody” (29 października 2023)[24]

## W literaturze
- Opis akcji ratowniczej pod Giewontem: Beata Sabała-Zielińska, "TOPR 2. Nie każdy wróci", 2021.
- Wywiad na temat działalności na froncie: Marcin Wyrwał, „Psy na ruskich. Polacy walczący z Rosją w Ukrainie”, 2024.